# 德雷克海峡

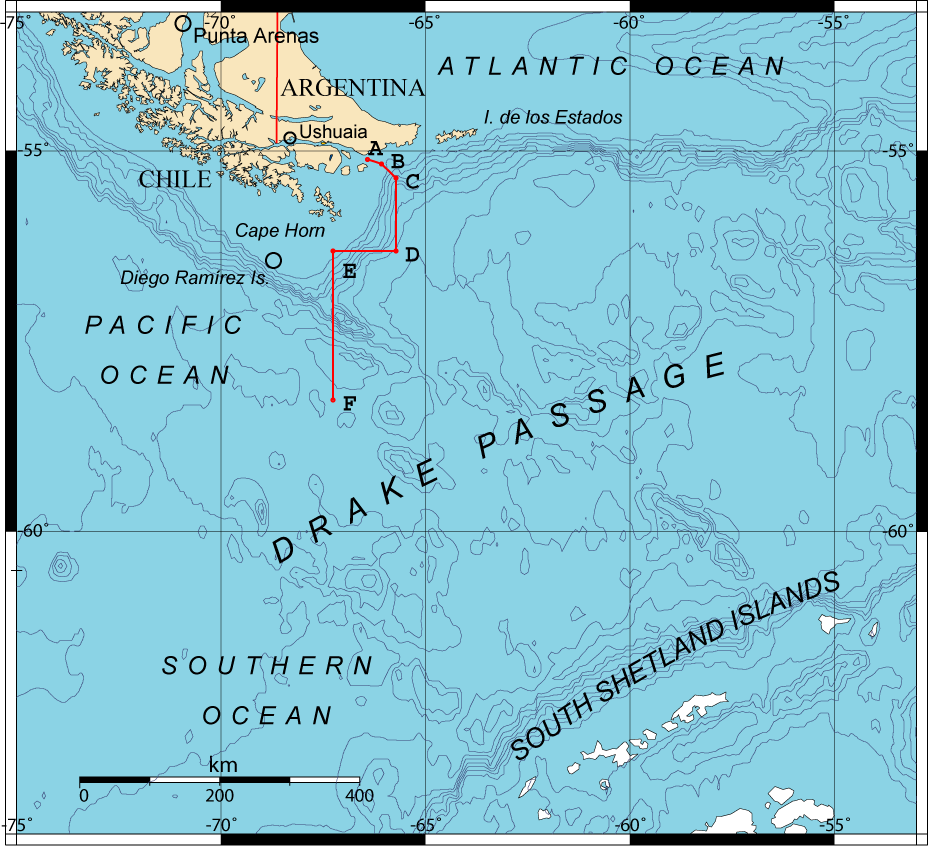

德瑞克海峡（西班牙語：Mar de Hoces; Pasaje de Drake; Paso Drake），是南美洲智利合恩角与南极洲南設得蘭群島之间的海峡，是南冰洋的一部分，连接大西洋和太平洋，為世界最寬的海峽。海峡是以發現者16世纪英国探险家、私掠船船长法蘭西斯·德瑞克爵士（Sir Francis Drake）的名字命名，德瑞克本人最後并没有航经该海峡，而选择行经较平静的麦哲伦海峡。
海峡东西长约300公里，南北宽达900~950公里，最窄处宽645公里，是南极洲与其他大陆最短的距离，海峡平均深3,400米，最深5,248米，当地位于「尖叫60度」，属於次南极疆域，以多风暴著名，一整年的海相都相當惡劣，是全世界最危險的航道之一。
19世纪末和20世纪初，航运发达；自巴拿马运河通航后渐衰；1960年代起，因超级油轮兴起，通过海峡的船只又渐增加。

## 另見
- 土淵海峽（日語：土渕海峡），位於日本香川縣，最窄處僅9.93公尺，為世界最窄的海峽。